# Hanne Cooreman
Hanne Cooreman (16 juli 1993) is een Belgische schermster. Ze was tot en met 2013 Belgisch sabelkampioen bij de junioren én senioren.

## Levensloop
In december 2009 haalde Cooreman haar eerste kwalificatie voor het EK.
In Lignano eindigde ze op de zestiende plaats voor seizoen 2010 - 2011 en behoorde hierdoor net niet tot de selectie voor het WK in Jordanië.
In 2010, 2011, 2012 en 2013 was ze Belgisch Kampioen senioren Dames.
Momenteel geeft Cooreman schermtraining aan de jongere (sabel)schermers in de Sint-Michielsgilde.

## Resultaten en wedstrijden

### Nationaal[4]
| Nr.                    | Datum                | Toernooi                                    | Plaats     | Ranglijst | Score | Details                          |
| ---------------------- | -------------------- | ------------------------------------------- | ---------- | --------- | ----- | -------------------------------- |
| Belgisch kampioenschap |                      |                                             |            |           |       |                                  |
| 1.                     | 2013                 | Belgisch kampioenschap sabel senioren dames | Geldenaken | 1ste      |       | Belgisch kampioen senioren dames |
| 2.                     | 2012                 | Belgisch kampioenschap sabel senioren dames | Aat        | 1ste      |       | Belgisch kampioen senioren dames |
| 3.                     | 2011                 | Belgisch kampioenschap sabel senioren dames |            | 1ste      |       | Belgisch kampioen senioren Dames |
| 4.                     | 2010                 | Belgisch kampioenschap sabel senioren dames | Geldenaken | 1ste      |       | Belgisch kampioen senioren dames |
| 5.                     | 2012                 | Belgisch kampioenschap sabel junioren dames | Perwijs    | 1ste      |       | Belgisch kampioen junioren dames |
| Flemish Epen           |                      |                                             |            |           |       |                                  |
| 1.                     | 18 - 19 oktober 2008 | Flemish Open 2008 - 2009 Dames              |            |           |       |                                  |
| 2.                     | 24 25 oktober 2009   | Flemish Open 2009 - 2010 Dames              |            |           |       |                                  |
| 3.                     | 23-24 okt 2010       | Flemish Open 2010 - 2011 Senioren Dames     |            | 1ste      |       |                                  |
| 4.                     | 22- 23 oktober 2011  | Flemisch Open 2011 - 2012 Senioren Dames    | Gent       | 1ste      |       | [ 5 ]                            |

### Internationaal
12 gewonnen op 14 gespeelde wedstrijden in competitie, anno 2011.
| Nr.                          | Datum         | Toernooi                             | Plaats              | Ranglijst | Score | Details |
| ---------------------------- | ------------- | ------------------------------------ | ------------------- | --------- | ----- | ------- |
| Europees cadet circuit       |               |                                      |                     |           |       |         |
| 1.                           | 2009 - 2010 : | Sabel dames                          | Meylan Frankrijk    | 8ste      |       |         |
| 2.                           | 2009 - 2010 : | Sabel dames                          | Göppingen Duitsland | 13de      |       |         |
| 3.                           | 2009 - 2010 : | Sabel dames                          | Wenen Oostenrijk    | 25ste     |       |         |
| 4.                           | 2009 - 2010 : | Sabel dames                          | Londen UK           | 34ste     |       |         |
| 5.                           | 2009 - 2010 : | Sabel dames                          | Bientina Italië     | 36ste     |       |         |
| 6.                           | 2008 - 2009 : | Sabel dames                          | Göppingen Duitsland | 44ste     |       |         |
| World cup Junior             |               |                                      |                     |           |       |         |
| 1.                           | 2009 - 2010   | Wereldbeker stad Dourdan Sabel dames | Dourdan Frankrijk   | 64ste     |       |         |
| 2.                           | 2009 - 2010   | Preis der Chemiestadt Sabel Dames    | Dormagen Duitsland  | 85ste     |       |         |
| World cup                    |               |                                      |                     |           |       |         |
| 1.                           | 2009 - 2010   | Senioren Sabel dames                 | Gent België         | 62ste     |       |         |
| 2.                           | 2008 - 2009   | Senioren Sabel dames                 | Gent België         | 66ste     |       |         |
| Cadet World Championschip    |               |                                      |                     |           |       |         |
| 1.                           | 2010          | Junioren Sabel dames                 | Baku Azerbijdjan    | 27ste     |       |         |
| 2.                           | 2009          | Junioren Sabel dames                 | Belfast UK          | 39ste     |       |         |
| Cadet European Championschip |               |                                      |                     |           |       |         |
| 1.                           | 2010          | Junioren Sabel dames                 | Athene Griekenland  | 22ste     |       |         |
| 2.                           | 2009          | Junioren Sabel dames                 | Bourges Frankrijk   | 40ste     |       |         |

### Ranking
- Plaats 20 op Cadet circuit vrouwen sabel 2009 - 2010
- Belgisch kampioen 2010[1]
- Belgisch kampioen 2011[7]
- Plaats 2 U23 circuit vrouwen sabel 2011 - 2012